# Cardiopteridaceae
Cardiopteridaceae is een botanische naam, voor een familie van tweezaadlobbige planten. Een familie onder deze naam is met enige regelmaat erkend door systemen van plantentaxonomie, al zal de omschrijving nog weleens gewisseld hebben.
Het APG-systeem (1998) erkent deze familie, maar plaatst haar niet in een orde. Ook het APG II-systeem (2003) erkent deze familie en plaatst haar in de orde Aquifoliales.
Volgens de APwebsite (15 dec. 2006) gaat het om een kleine familie van hooguit enkele tientallen soorten. De familie omvat ook een aantal planten die eerder tot de familie Icacinaceae gerekend werden.
Opmerkelijk is dat de database van Kew in deze familie ook het genus Metteniusa accepteert dat in APG I en II ongeplaatst was (in APG I en op de APWebsite vormt het de familie Metteniusaceae).
In het Cronquist systeem (1981) was de plaatsing in de orde Celastrales.